# Zivilprozessordnung (Liechtenstein)
Die liechtensteinische Zivilprozessordnung (ZPO; im Ausland: FL-ZPO) regelt das gerichtliche Verfahren in bürgerlichen Rechtsstreitigkeiten und stellt damit die zentrale Verfahrensordnung für gerichtliche Streitigkeiten über privatrechtliche Ansprüche dar.

## Geschichte
Die Zivilprozessordnung trat am 1. Juni 1913 in Kraft und wurde seither mehrfach novelliert. Übergangsbestimmungen enthält das gleichzeitig erlassene und in Kraft getretene Gesetz vom 10. Dezember 1912 betreffend die Einführung der Zivilprozessordnung und der Jurisdiktionsnorm, LGBl. 9/3/1912 (kurz Einführungsgesetz zur Zivilprozessordnung bzw. EGZPO).
Da das am 1. Januar 2011 in Kraft getretene liechtensteinische Ausserstreitgesetz eine umfassende eigene, den Bedürfnissen des Außerstreitverfahrens angepasste Regelung des Verfahrens enthält, sind im Verfahren außer Streitsachen die Bestimmungen der Zivilprozessordnung nicht schlechthin sinngemäß anzuwenden, sondern nur dort und in dem Umfang, in dem es das Außerstreitgesetz ausdrücklich anordnet, z. B. die Bestimmungen über die Prozessfähigkeit, subsidiär über Bevollmächtigten, über die Anleitungs- und Belehrungspflicht des Richters, die Aufnahme von Beweisen, die Berichtigung und Ergänzung von Beschlüssen, über Protokolle, Akten, Sitzungspolizei, Beleidigungen in Schriftsätzen, Strafen, über Fristen u. a. m.
Mit dem Inkrafttreten der Zivilprozessordnung und der Jurisdiktionsnorm am 1. Juni 1913 traten insbesondere
- die Allgemeine Gerichtsordnung vom 1. Mai 1781,
- die mit fürstlicher Verordnung vom 16. Oktober 1819 eingeführten Vorschriften über das Verfahren in streitigen Eheangelegenheiten,
- die mit fürstlicher Verordnung vom 10. Dezember 1858 eingeführte Vorschrift über das Verfahren in Besitzstörungsstreitigkeiten,
- die mit fürstlicher Verordnung vom 20. November 1858 erlassene Vorschrift über das Verfahren in Wechselsachen,
- die Vorschriften der §§ 1 bis 5 des Gesetzes vom 9. Oktober 1865, LGBl. 1865 Nr. 5/1, betreffend den Schuldenbetrieb im Fürstentum Liechtenstein,

teilweise oder ganz außer Kraft.

## Inhalt
Die Zivilprozessordnung regelt die Partei- und Prozessfähigkeit, die Stellung der Prozessparteien sowie Aufgaben und Befugnisse des Richters, die Grundsätze für Schriftsätze, Fristen und Tagsatzungen und Folgen der Säumnis, die allgemeinen Verfahrensgrundsätze, den Gang der Verhandlung von der Klage bis zum Urteil sowie die Bestimmungen über Urteile und Beschlüsse, das Rechtsmittelverfahren sowie besondere Verfahrensarten.
Nicht in der Zivilprozessordnung, sondern im Gesetz vom 10. Dezember 1912 über die Ausübung der Gerichtsbarkeit und die Zuständigkeit der Gerichte in bürgerlichen Rechtssachen (Jurisdiktionsnorm, JN), LGBl 9/2/1912, geregelt ist die sachliche und örtliche Zuständigkeit der Gerichte in Zivilrechtssachen einschließlich des Instanzenzugs im Rechtsmittelverfahren sowie die Besetzung der Gerichte je nach Zuständigkeit (Einzelrichter – Senat, siehe Gerichtsorganisation in Liechtenstein).
Auch die Zwangsvollstreckung ist nicht in der Zivilprozessordnung, sondern vor allem im Gesetz vom 24. November 1971 über das Exekutions- und Rechtssicherungsverfahren (Exekutionsordnung; EO), LGBl 32/2/1972, geregelt.

## Gliederung
- 1. Teil. Allgemeine Bestimmungen
  - 1. Abschnitt. Parteien
    1. Titel – Prozessfähigkeit (§ 1 bis § 10)
    2. Titel – Streitgenossenschaft und Hauptintervention (§ 11 bis § 16)
    3. Titel – Beteiligung Dritter am Rechtsstreit (§ 17 bis § 24)
    4. Titel – Bevollmächtigte (§ 25 bis § 39)
    5. Titel – Prozesskosten (§ 40 bis § 55)
    6. Titel – Sicherheitsleistung für Prozesskosten (§ 56 bis § 62)
    7. Titel – Verfahrenshilfe (§ 63 bis § 73)

  - 2. Abschnitt. Verfahren
    1. Titel – Schriftsätze (§ 74 bis § 86)
    2. Titel – Zustellungen (§ 87 bis § 122)
    3. Titel – Fristen und Tagsatzungen (§ 123 bis § 143)
    4. Titel – Folgen der Versäumung, Wiedereinsetzung in den vorigen Stand (§ 144 bis § 154)
    5. Titel – Unterbrechung und das Ruhen des Verfahrens (§ 155 bis § 170)

  - Dritter Abschnitt. Mündliche Verhandlung
    1. Titel – Öffentlichkeit (§ 171 bis § 175)
    2. Titel – Vorträge der Parteien (§ 176 bis § 196)
    3. Titel – Sitzungspolizei (§ 197 bis § 201)
    4. Titel – Vergleich (§ 202 bis § 206)
    5. Titel – Verhandlungsprotokolle (§ 207 bis § 217)
    6. Titel – Akten (§ 218 und § 219)
    7. Titel – Strafen (§ 220)
    8. Titel – Sonntagsruhe und Gerichtsferien (§ 221 bis § 225)

- 2. Teil. Verfahren vor dem Gerichte erster Instanz
  - 1. Abschnitt. Verfahren bis zum Urteile
    1. Titel – Vergleichsversuch, Klage, erste Tagsatzung und Streitverhandlung (§ 226 bis § 265)
    2. Titel – Allgemeine Bestimmungen über den Beweis und die Beweisaufnahme (§ 266 bis § 291)
    3. Titel – Beweis durch Urkunden (§ 292 bis § 319)
    4. Titel – Beweis durch Zeugen (§ 320 bis § 350)
    5. Titel – Beweis durch Sachverständige (§ 351 bis § 367)
    6. Titel – Beweis durch Augenschein (§ 368 bis § 370)
    7. Titel – Beweis durch Vernehmung der Parteien (§ 371 bis § 383)
    8. Titel – Sicherung von Beweisen (§ 384 bis § 389)

  - 2. Abschnitt. Urteile und Beschlüsse
    1. Titel – Urteile (§ 390 bis § 424)
    2. Titel – Beschlüsse (§ 425 bis § 430)

- 3. Teil Rechtsmittel
  - 1. Abschnitt. Berufung (§ 431 bis § 470)
  - 2. Abschnitt. Revision (§ 471 bis § 482)
  - 3. Abschnitt. Rekurs (§ 483 bis § 496)

- 4. Teil. Nichtigkeits- und Wiederaufnahmsklage (§ 497 bis § 515)

- 5. Teil. Besondere Arten des Verfahrens
  - 1. Abschnitt. Verfahren in Ehesachen (§ 516 bis § 534)
  - 2. Abschnitt. Bagatellverfahren (§ 535 bis § 540)
  - 3. Abschnitt. Besitzerschutzverfahren (§ 541 bis § 547)
  - 4. Abschnitt. Mandatsverfahren (§ 548 bis § 554)
  - 5. Abschnitt. Verfahren in Wechselstreitigkeiten (§ 555 bis § 559)
  - 6. Abschnitt. Verfahren in Bestandstreitigkeiten (§ 560 bis § 576)
  - 7. Abschnitt. Mandatsverfahren
  - a) Schuldentriebverfahren (§ 577 bis § 593)
  - b) Rechtsbotsverfahren (§ 593a bis § 593e)
  - 8. Abschnitt. Schiedsverfahren
    1. Titel – Allgemeine Bestimmungen (§ 594 bis § 597)
    2. Titel – Schiedsvereinbarung (§ 598 bis § 602)
    3. Titel – Bildung des Schiedsgerichts (§ 603 bis § 608)
    4. Titel – Zuständigkeit des Schiedsgerichts (§ 609 und § 610)
    5. Titel – Durchführung des Schiedsverfahrens (§ 611 bis § 619)
    6. Titel – Schiedsspruch und Beendigung des Verfahrens (§ 620 bis § 627)
    7. Titel – Rechtsbehelf gegen den Schiedsspruch (§ 628 bis § 630)
    8. Titel – Anerkennung und Vollstreckbarerklärung ausländischer Schiedssprüche (§ 631)
    9. Titel – Gerichtliches Verfahren (§ 632 und § 633)
    10. Titel – Sonderbestimmungen (§ 634)

## Die Gerichte
Die Zivilgerichtsbarkeit wird von den ordentlichen (staatlichen) Gerichten ausgeübt. Das Gericht erster Instanz hat die Anträge der Parteien entgegenzunehmen, das Beweisverfahren durchzuführen und – falls es nicht zuvor aus anderen Gründen zur Beendigung des Verfahrens kommt – ein Urteil zu fällen. Die Entscheidungen des Gerichtes erster Instanz unterliegen der Überprüfung durch das Rechtsmittelgericht und in einigen Fällen auch des Obersten Gerichtshofs (OGH).

### Zuständigkeit
Die Zuständigkeit des jeweiligen Erstgerichts ist nicht in der ZPO selbst geregelt, sondern in einem anderen Gesetz, der Jurisdiktionsnorm (JN).

### Instanzenzug
Zur Entscheidung in erster Instanz können berufen sein:
in 1. Berufungsinstanz das Fürstliche Obergericht,
in 2. Berufungsinstanz der Fürstliche Oberste Gerichtshof.
Sofern eine Rechtsmittel an den Obersten Gerichtshof zulässig ist, entscheidet dieser in dritter und jedenfalls letzter Instanz.

## Rezeption
Wie bereits die Allgemeine Gerichtsordnung 1781 wurde auch die Zivilprozessordnung weitgehend (jedoch mit veränderter Zählung und anstelle von Paragraphen mit der Bezeichnung Artikel) aus Österreich (öZPO) übernommen.
Die Änderungen in der österreichischen Zivilprozessordnung werden in Liechtenstein zeitversetzt und mit Abänderungen und Anpassungen an die nationalen Besonderheiten übernommen (siehe z. B. hinsichtlich der Aktorischen Kaution).
Von der Rechtsprechung in Liechtenstein wird teilweise die Rechtsprechung des österreichischen Obersten Gerichtshofes zur österreichischen Zivilprozessordnung zur Auslegung der liechtensteinischen Zivilprozessordnung herangezogen.